# مالنا
مالنا (به ایتالیایی: Malèna) فیلمی ایتالیایی در ژانر کمدی-درام اروتیک به نویسندگی و کارگردانی جوزپه تورناتوره است که در سال ۲۰۰۰ منتشر شد. این فیلم بر اساس داستانی از لوچانو وینچنزونی ساخته شده‌است و در آن مونیکا بلوچی و جوزپه سولفارو به ایفای نقش می‌پردازند. این فیلم برنده جایزه بزرگ جشنواره فیلم کبور در سال ۲۰۰۱ شد. همچنین در هفتاد و سومین دوره جوایز اسکار نامزد دریافت جایزهٔ بهترین فیلم‌برداری و بهترین موسیقی فیلم شد.

## داستان
داستان فیلم از سال ۱۹۴۰ و شرکت ایتالیا در جنگ جهانی دوم آغاز می‌شود؛ همسر مالنا، نینو اسکوردیا به جنگ می‌رود و مالنا در شهر کوچکی در جزیره سیسیل همراه با امید به پایان جنگ و بازگشت شوهرش تنها می‌ماند.
فیلم در ادامه به زندگی فلاکت‌بار مالنای تنها و زیبا و همچنین ماجرای عشق شیفته‌وار پسری تازه بالغ به او می‌پردازد. مالنای زیبا به زودی برخوردهای جدیدی از اهالی شهر دریافت می‌کند. او هر گاه از پیاتزا می‌گذرد، با نگاه‌های شهوانی و صدای سوت مردان و نگاه سنگین و پچ پچ‌های زنان روبرو می‌شود. سپس خبر کشته شدن همسرش به او می‌رسد و پدرش که او را طرد کرده‌است نیز در بمباران سیسیل به وسیله متفقین کشته می‌شود. او دیگر تکیه گاهی ندارد و هیچ‌کس نیست که از ارزش‌های اخلاقی او دفاع کند و هدف شکار جنسی او است. پس از هتک حرمتی که دندانپزشک شکست خورده از او می‌کند باید در دادگاه از اتهام «رفتار نانجیبانه» که او را به آن متهم کرده‌اند دفاع کند یا به مدت دو سال به زندان برود. وضع زندگی مالنا روز به روز بدتر می‌شود و تاجری محلی شکر و قهوه و مایحتاج او را به ازای رابطه جنسی به او می‌دهد. مالنا تسلیم شده و روسپی مردان محلی و سپس افسران آلمانی می‌شود.
می‌توان گفت بدن و داستان مالنا به صورت اجزای سمبلیک ملی درآمده‌اند: بدن‌های مالنا و رناتو بدن‌هایی ملی می‌شوند و به داستانی ملی در نوستالژی موهوم برای ایتالیای آرمانی پیش از موسولینی در زمانی پس از آشویتس تبدیل می‌شوند. هنگامی که مالنا در برابر فشار فقر و تقاضاهای جنسی به روسپی گری رو می‌آورد و قربانی تاجر محلی و افسران ارتش آلمان که خاک آن‌ها را تسخیر کرده‌اند می‌شود، به موسولینی می‌ماند که خود را به آلمان هیتلری فروخته‌است.
پس از جنگ، ملت باید خود را بازسازی کند و خاطرات جنگ را از خود بزداید. در شهر این کار با طرد کردن بدن فروخته شدهٔ مالنا و وضع زندگیش در طول جنگ انجام می‌شود؛ مردم شهر تلاش می‌کنند تاریخ و نقش خود را در آن پاک کرده و از نو بنویسند. هنگامی که موسولینی از قدرت برکنار می‌شود و ارتش آمریکا سیسیل را آزاد می‌کند، در صحنه تلخی، زنان شهر مالنا را به پیاتزا می‌برند، کتکش می‌زنند، موهایش را می‌تراشند و تبعیدش می‌کنند. همان تاجر محلی دربارهٔ جایگاه مالنا حرف می‌زند و زمزمه می‌کند که شاید مالنا کمونیستی است که به شوروی رفته‌است. او به راحتی عضویت سابق خود در حزب فاشیست را نفی می‌کند و مالنا را کمونیست می‌خواند، گویی کمونیسم دشمن جدیدی است که افکار عمومی روی آن متمرکز می‌شود تا فاشیسم خود را فراموش کند.
پس از پایان جنگ، شوهر مالنا به شهر بر می‌گردد و سراغ زنش را می‌گیرد. مردم به او می‌گویند مالنا فاحشه شده و از این شهر رفته. اما شوهرش با نامه پسرک بالغ از حقیقت آگاه شده و به جستجوی مالنا می‌رود و او را به شهر برمی‌گرداند. مردم و زنان شهر با مالنا خوش‌رفتاری می‌کنند.
با وجود تلاش همه برای طرد و فراموش کردن مالنا، و نقش خود در زمان جنگ، سرانجام مالنا به کاستل کوتو برمی‌گردد و وجود او یادآور همیشگی گذشته می‌شود، معصومیت از دست رفتهٔ دوران جنگ. مالنا به وجدانی تاریخی تبدیل می‌شود.

## نقش‌ها و شخصیت‌ها
- مونیکا بلوچی در نقش مالنا اسکوردیا
- جوزپه سولفارو در نقش رناتو آموروسو
- لوچانو فدریکو در نقش پدر رناتو
- ماتیلدا پیانا در نقش مادر رناتو
- پیترو نوتاریانی در نقش پروفسور بونسینوره
- گائتانو آرونیکا در نقش نینو اسکوردیا (شوهر مالنا)
- گیلبرتو ایدونئا
- آنجلو پلگرینو در نقش دبیر سیاسی
- گابریلا دی لوسیو
- لوچیا ساردو
- آئورورا کواتروکی

## نقد فیلم
از نقدهای وارد بر فیلم این است که «دادگاه مالنا گزارش ناقصی از جایگاه زنان در اجتماع کاتولیک سیسیلی که به‌طور کلی زنان را به دو دسته عمده باکره یا فاسد تقسیم می‌کنند، ارائه داده‌است. ضعف دوم فیلم، هنگامی است که سرانجام پس از این که جنگ تمام می‌شود و رناتو به بلوغ و درک می‌رسد بدون آن که به مالنایی دست پیدا کند که تا آن زمان بارها مورد سوءاستفاده و بهره‌برداری قرار گرفته‌است، مثل همیشه رنج‌های دنیا به مفهوم واقعی از کانال زنان شناخته شده‌اند.»